# 丸沼高原スキー場
丸沼高原スキー場（まるぬまこうげんスキーじょう）は、群馬県利根郡片品村に位置するスキー場。運営会社は日本製紙株式会社のグループ会社である日本製紙総合開発株式会社。本スキー場は日本製紙株式会社の菅沼社有林内にある。

## 概要
関越自動車道沼田インターチェンジから国道120号沿いに続く尾瀬・沼田地区のスキー場の中では最も奥地（日光寄り）に位置し、標高は片品地域のスキー場では最も高い。また、例年12月下旬から4月中旬までの閉鎖期間以外は金精道路を経由し、日光・宇都宮方面からのアクセスが可能である。
関東地方の屋外スキー場では最も早くオープンすることが多く、クローズも例年5月上旬であるため営業期間が長い。1995年頃 - 2010年頃まではICS（人工造雪機）を使用し、10月下旬 - 11月初中旬という非常に早い時期にオープンしていたが、その後ICSは使用されなくなり（気温がおおむね氷点下でないと使えない人工降雪機は使用）、ウインターシーズンの営業開始は例年11月下旬からとなっている。
ゲレンデは主に山頂付近に中・上級者コース、山麓付近には初級者コースが配置されている。標高が高いため雪質は良好で、山頂部や迂回路を除いてゲレンデの幅は総じて広い。
古くはスノーボードの滑走はライセンス制としていたが、ライセンス制は2002-2003シーズンを最後に終了し、その後は一部コースをスノーボード滑走禁止としていたが、2021-2022シーズンから全コース全日スノーボード滑走可となった。
関東以北最高峰である日光白根山の中腹に位置する標高2000mのロープウェー山頂駅およびロープウェーからは、浅間山、草津白根山、谷川岳、武尊山、至仏山など、上信地方を代表する山を眺望できる。

## ゲレンデ

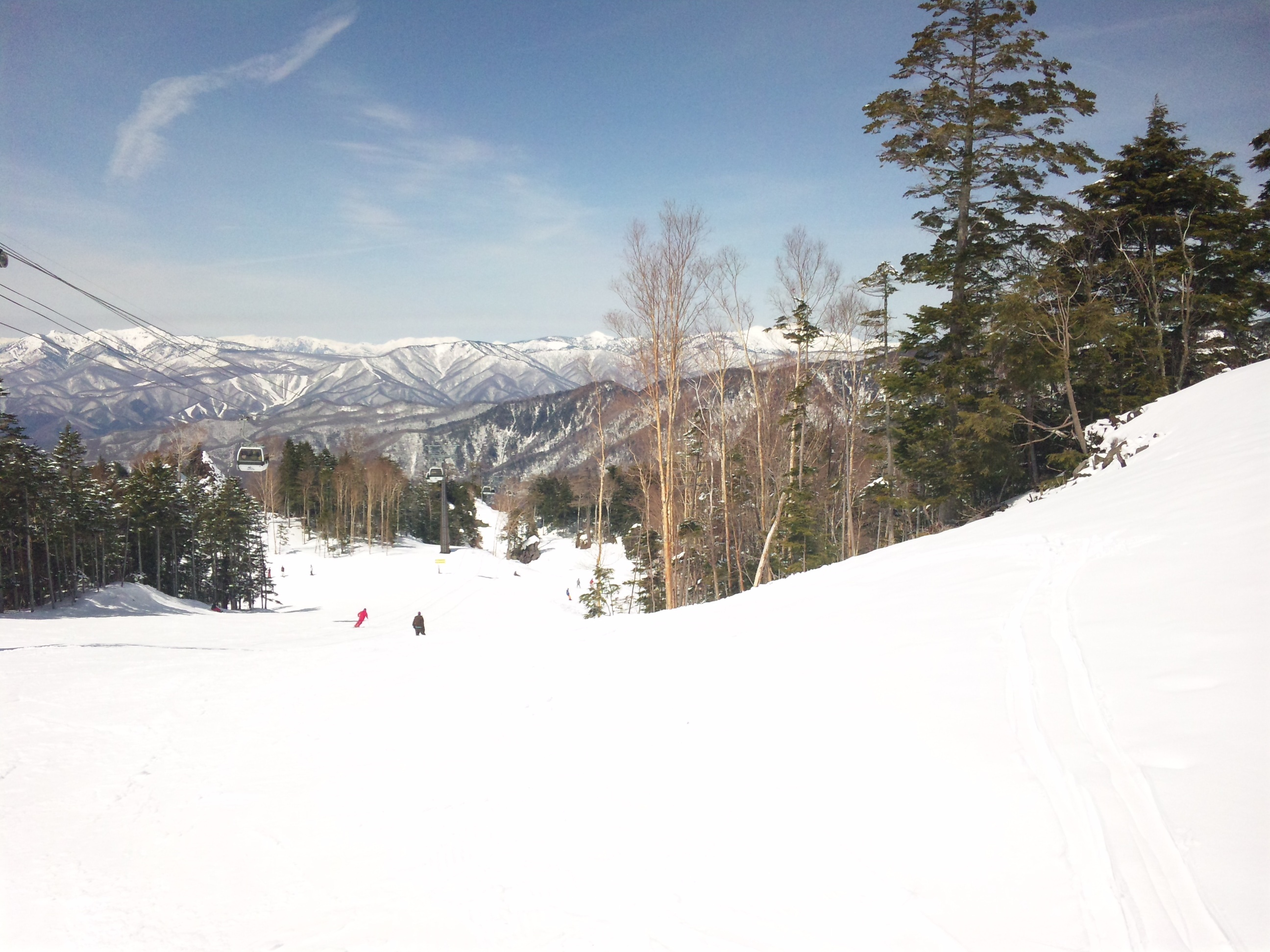
山頂付近から眺める武尊山、至仏山

山麓部
山麓部のゲレンデは2019-2020シーズンから「フレンドリーエリア」と呼ばれ、同エリアのリフト（中央、第1、第4）のみ乗車可能な廉価な1日券が販売されている。
イエロー
初・中級。400m、斜度最大13度、平均9度。センターハウス前 中央リフトを利用するコース。ナイター設備があるが、2020年現在、ナイター営業が行われるのは特定イベントの際のみである。ICSを使用していた当時はこのコースからオープンしていた。
ブルー
初級。648m、斜度最大13度、平均9度。第4スーパーツインリフトが設置されている。長らくスキー専用だったが、2017-2018シーズンから平日はスノーボードにも開放され、2021-2022シーズンからは全日開放された。
レッド
初級。865m、斜度最大11度、平均8度。第1リフトを利用するコース。
オレンジ下部
初級。第1リフトを利用するビギナーパークコース。
中腹部
バイオレット
初・中級。621m、斜度最大23度、平均13度。第5スーパーツインリフトを降りて左側のコース。少々短いが適度な斜度と広さと高速リフトでカービングを楽しめる。多数の人工降雪機が設置されており、ICSが使用されなくなってからはスキー場営業期間中、最初から最後まで維持されるコースである。
ローズ
初・中級。1,738m、斜度最大25度。平均12度。山頂からくらコースから接続するコース。一連のコース名となっているが続けてローズ下部へ滑る者は比較的少なく、たいていはローズ迂回へと滑る。ローズ下部(当時はバイオレットB)へ降りる斜面は現在左側が改良されて連絡コース、右側大半はマップ上ではコース外扱いとなっているが以前は33度の急斜面1枚となっており、ゴールド上部(34度)が使用されていなかったためシルバーコース(32度)を越えるスキー場最大斜度だった。
ローズ下部
第5スーパーツインリフトを降りて右側のコース。バイオレットよりエントリー部が若干斜度があり片斜面ぎみとなっていて、冬季は日の当たらない時間が多く凍って荒れていることがある。大会・検定バーンとして使われる。
ローズ迂回
初・中級。300m、斜度最大15度。平均13度。バイオレット・コバルト方面に接続する。
コバルト
初・中級。325m、斜度最大15度、平均10度。第8ペアリフト沿い。2019-2020シーズンから第8ペアリフト両隣がジブパークとなっている。
オレンジ上部
2019-2020シーズンからジャンプ系アイテムが設置されるキッカーパークとなっている。グリーンコースの隣だがオレンジ上部のほうが一段高くなっており、グリーンコースからはあまり見えない。
グリーン
初・中級。675m、斜度最大18度、平均11度。公式にはグリーンコース連絡路が起点だが、実質的には「コバルトの下」。
グリーンコース連絡路
第5スーパーツインリフトを降りて左側に向かうとコバルトまたはバイオレットだが、グリーンコースへの連絡路もある。長さ140mほどで幅は狭く非圧雪であり、実質的にはコブ練習コースとなっている。時期によってはオープンしていない。

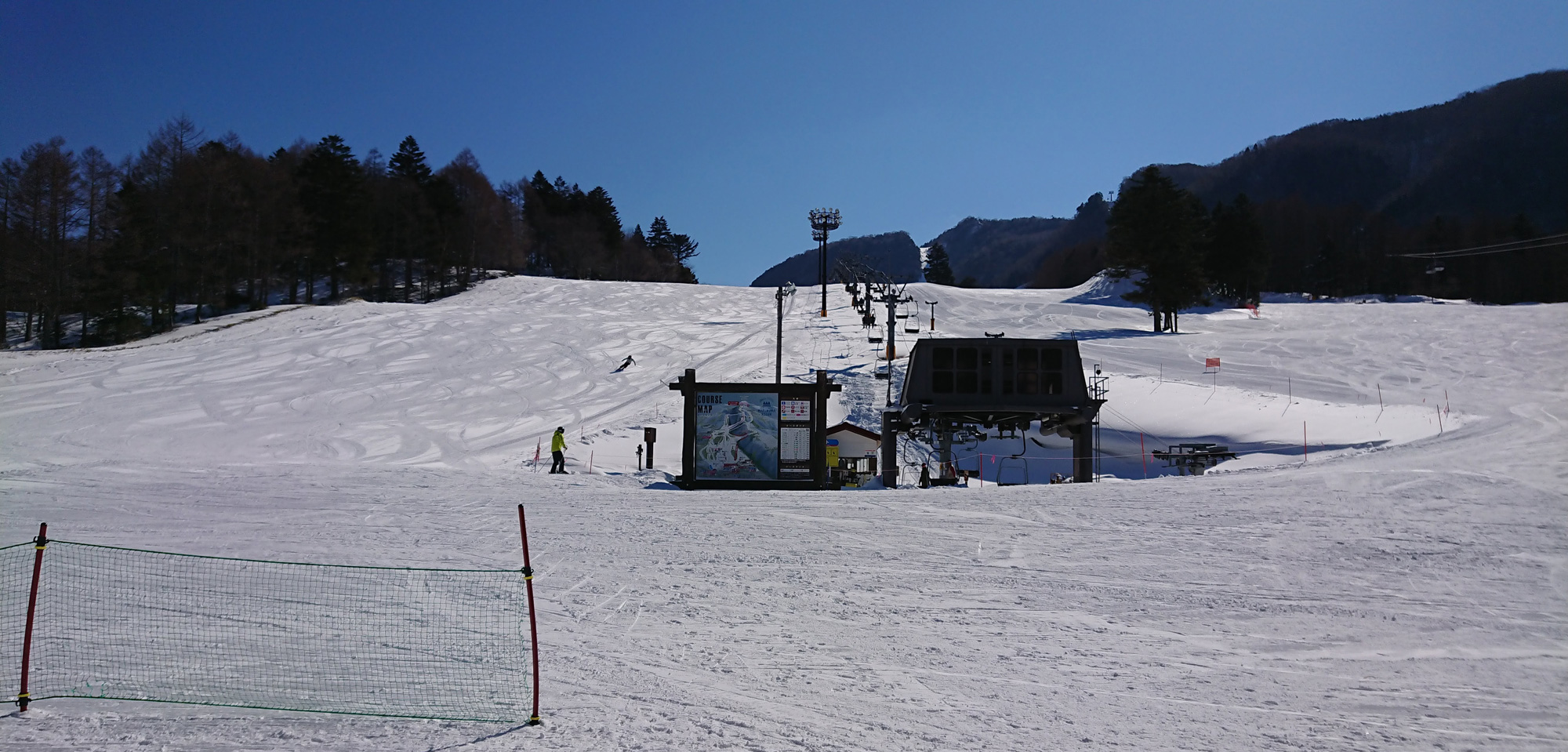
イエローコース 2019年3月 (リフト右側のコースに2018-2019シーズンからバンク設置)
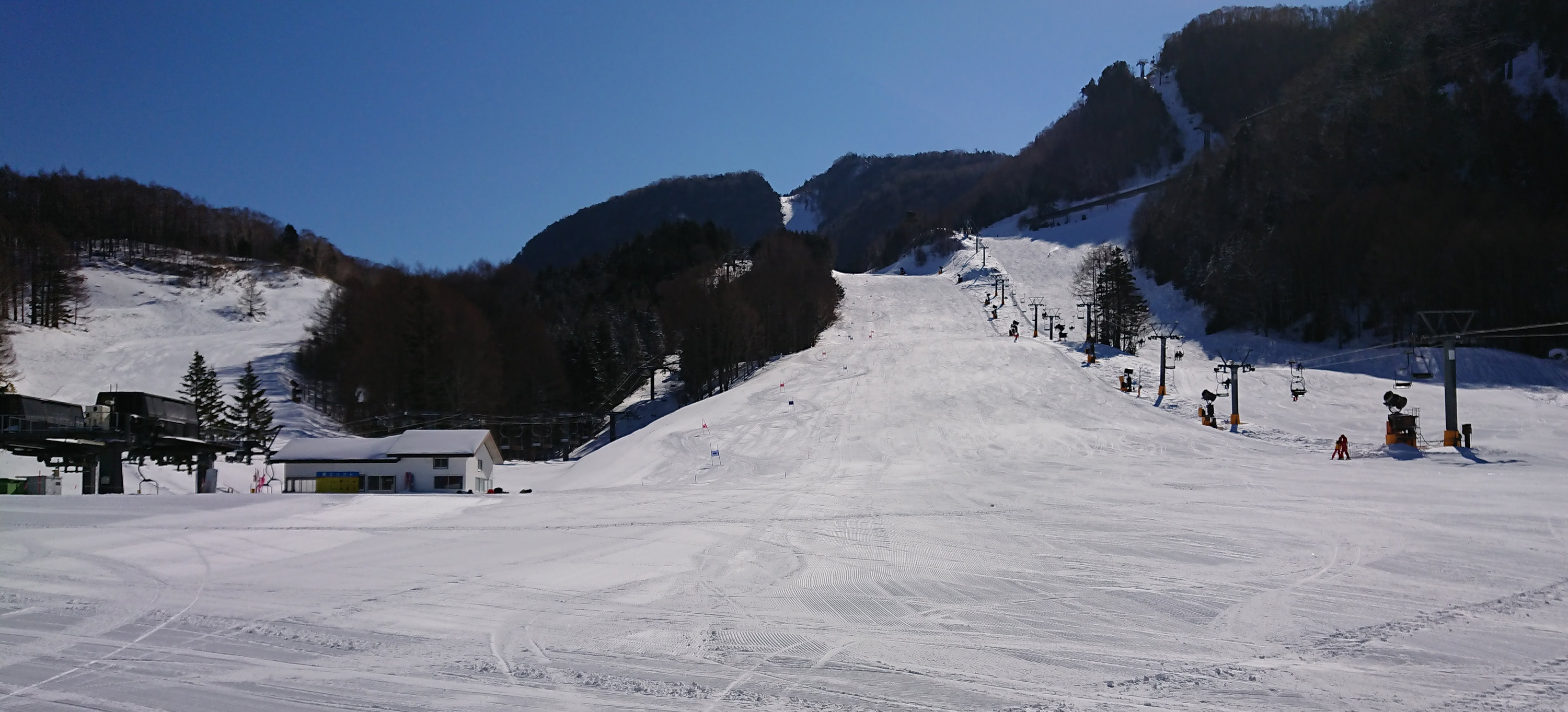
左から グリーン、第2リフト、中央がバイオレット、第5スーパーツインリフトを挟んでローズ下部 2019年3月
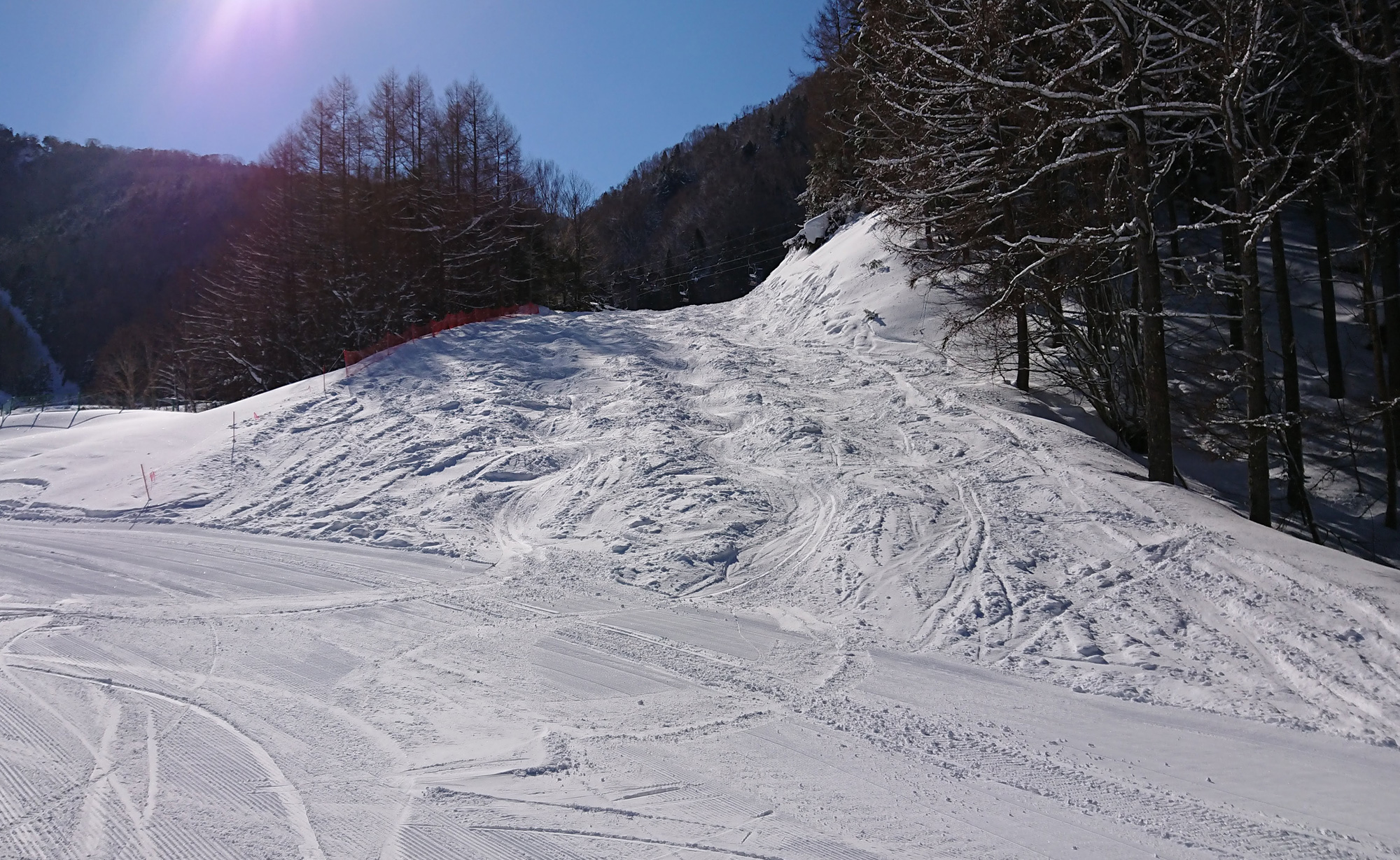
グリーンコース連絡路 2019年3月

山頂部
からくら
初・中級。1,100m、斜度最大23度、平均9度。ロープウェイによる上部拡張が行われた90年代末期にオープンしたコース。ロープウェー山頂駅から下って左のコース。ローズコースへ接続。ロープウェイオープン当初はしらねリフト、おおひろリフトも同時設置されたため、これらのリフトを使用することでこのコースのみを繰り返し滑ることができたが両方撤去されたため、現在はロープウェイを使用しないと滑ることができない。
しらね
中・上級。560m、斜度最大30度、平均13度。ロープウェイによる上部拡張が行われた90年代末期にオープンしたコース。ロープウェー山頂駅から下って右のコース。途中分岐あり（ゴールドコースへの連絡／非圧雪急斜面後シルバーコースへの連絡／からくらコースへの接続）。
ロープウェイがオープンしたシーズンに、しらね急斜面終了地点から山頂へ向かう「しらねリフト」も同時にオープンした。これにより第3ペアリフトからしらねリフトを乗り継ぐことで頂上にいけるようになっていたが、ほとんど稼働することなくわずか数年でクローズされ、リフト施設ごと撤去された。現在、一部施設（足湯部分の石組み）が残されている。
ゴールド
上級。460m、斜度最大27度、平均22度。第7シングルリフト使用。しらねコースからの連絡路でも滑り込めるが第7シングルリフト降り場ではなくその少し上の非圧雪エリアに滑り込む。現在は圧雪されていれば中級者でも滑走可能なレベルの短いコースだが、1990年代以前は722m・最大斜度34度・コブありの難斜面だった。第7シングルリフトは現在は337mだが当時は707mあり、現在の降り場は当時の中間駅である。
ただし、1990年代前半には既に急斜面で雪付きが悪いことを理由に「中間駅で降りてください」と常時掲示されるようになり、コース上部へ向かう事はできなくなっていた。ロープウェイオープン前はこのコースがスキー場の山頂だったが前述のように早い段階で中間駅で絶対に降りなくてはいけなくなり使用されていなかったため、実質第3ペアリフトが山頂だった。ロープウェイ設置後はしらねコースからの連絡網が整備されたことに伴い、リフト自体が中間駅を終点に変更・縮小された。
シルバー
上級。755m、斜度最大32度、平均17度。非圧雪コブ斜面。モーグルコースが設置される。00年代前半頃までは第3ペアリフト隣からコース下部へ伸びる第6リフト(シングル)が設置されており、斜面の緩くなったコース後半から滑る事も出来た。後年は滅多に動くことは無く、上部が雪不足の際に使用される程度となっていた。
過去に存在していたコース
おおひろ
中級。600m。斜度最大25度、平均14度。ロープウェイによる上部拡張が行われた90年代末期にオープンしたコース。山頂部から南へ滑り込む独立したゲレンデでコースの終了地点からはおおひろリフト(640m)に乗るしか選択肢が無く、このコースを滑るためにリフトに乗るのではなく戻るためにリフトに乗る事となる。またからくらコースの分岐点からおおひろコースの終着点へ滑り込む事も出来、これによりからくらコースを繰り返し滑ることもできた。唯一の南向き斜面で降雪機もないため雪つきが悪く、あまりオープンすることがないコースだった。
東日本大震災による節電要請で停止され、その後再稼働しなかった。2009-2010シーズンは改良中のためクローズ、2012-2013シーズンからはゲレンデマップから削除され、この時点でおおひろリフトも撤去された。

## 施設
- リフト
  - 日光白根山ロープウェー(ゴンドラリフト)  2,500m
  - ペアリフト 7基
    - 中央ペアリフト 392m
    - 第1ペアリフト 712m
    - 第2ペアリフト 607m
    - 第3ペアリフト 577m
    - 第4スーパーツインリフト(高速ペアリフト) 582m
    - 第5スーパーツインリフト(高速ペアリフト) 742m
    - 第8ペアリフト 315m

  - シングルリフト 1基
    - 第7リフト 337m

  - リフトゲートにSKIDATA社のICカードシステムを採用している。かつてはskilineサービスが利用できていたが、2016-2017シーズン限りでサービス終了した[注 6]。リフト券は、以前はICカードで預かり金が必要だった（ICカードを投入すると返金される自動返却機が設置されていた）が、2016-2017シーズンから預かり金不要のICチケットに替わった。前回来場時のICチケットを所持したままなど、複数枚のICチケットを身につけてのゲート通過はエラーになる場合がある。スキー場には使用済みICチケットの回収箱が用意されており、回収できたチケットはデータ書き換え・上書き印字して再利用しているので、出来るだけ回収箱に入れて退場したほうがよい。ICチケットに変更されたことにより、スキー場指定サイト・販売店では（引換券でなく）ICチケットそのものを事前販売できるようになった。事前販売ICチケットの場合、利用日データは書き込まれておらず、最初のリフトゲート通過時点でその日有効のリフト券となるので、来場後手続き不要でリフトに直行できる。
  - リフト券は複数日に渡って使用できる10時間券・20時間券も販売されている。リフトゲート通過時点で時刻が記録されて残時間が1時間減算されその後1時間はリフトが乗り放題になる、という感覚で使用する。残時間管理はあくまで1時間単位であり、分単位など細かい管理はされていないので、休憩などは計画的に行わないと損である。同じカードシステムを採用する群馬4スキー場(丸沼高原スキー場、ホワイトワールド尾瀬岩鞍、川場スキー場、水上宝台樹スキー場)の共通時間券・共通シーズン券「POWDER4ぐんま」が2017-2018シーズンから販売されている。
  - 第5スーパーツインリフトは群馬エリアのスキー場には珍しい1km未満(742m)の高速リフトであり乗車時間は3分10秒ほどである。またこのリフト両隣に平行するバイオレットコース・ローズ下部コース共に適当な斜度がありスピードが出る。このため回転がよく、空いている平日にはこのリフトばかりを80回以上乗る剛の者もいる[注 7]。
- センターステーション
  - 旧センターハウスに接続する形で新館が新築され2016-2017シーズンから利用開始。
  - 新館にはチケット売り場[注 8]、更衣室、売店、軽食、座禅温泉（日帰り入浴施設）がある。
  - 旧センターハウス部分には無料休憩所、レストラン、レンタルコーナーがある。
- レストハウス
  - レストランプラトー（センターステーション内）、レストランとんふぁん、山頂レストランしらね、高原の駅丸沼
- 宿泊施設
  - スキー場併設宿泊施設 シャレー丸沼 / (国道向かい)白根山荘
  - 国道向かいにペンションが約20軒ある(丸沼高原ペンション村)
- 駐車場（約2,300台）高駅駐車場・中央駐車場・第1駐車場が「場内駐車場」扱いとなっており、土日休日と特定日は有料。
  - 中央駐車場（旧センターハウス前）土日休日と特定日は有料・平日無料
  - 高駅駐車場（高原の駅丸沼前）土日休日と特定日は有料・平日無料
  - 第1駐車場（ブルーコース前）土日休日と特定日は有料・平日無料。ルールを守った上で車中泊可能。
  - 第2駐車場（国道冬季閉鎖ゲートの先・高原の駅丸沼の上) 全日無料。
  - 第3駐車場（国道向かい白根山荘脇) 全日無料
  - 第4駐車場（スキー場からかなり離れており不便) 全日無料

## グリーンシーズン

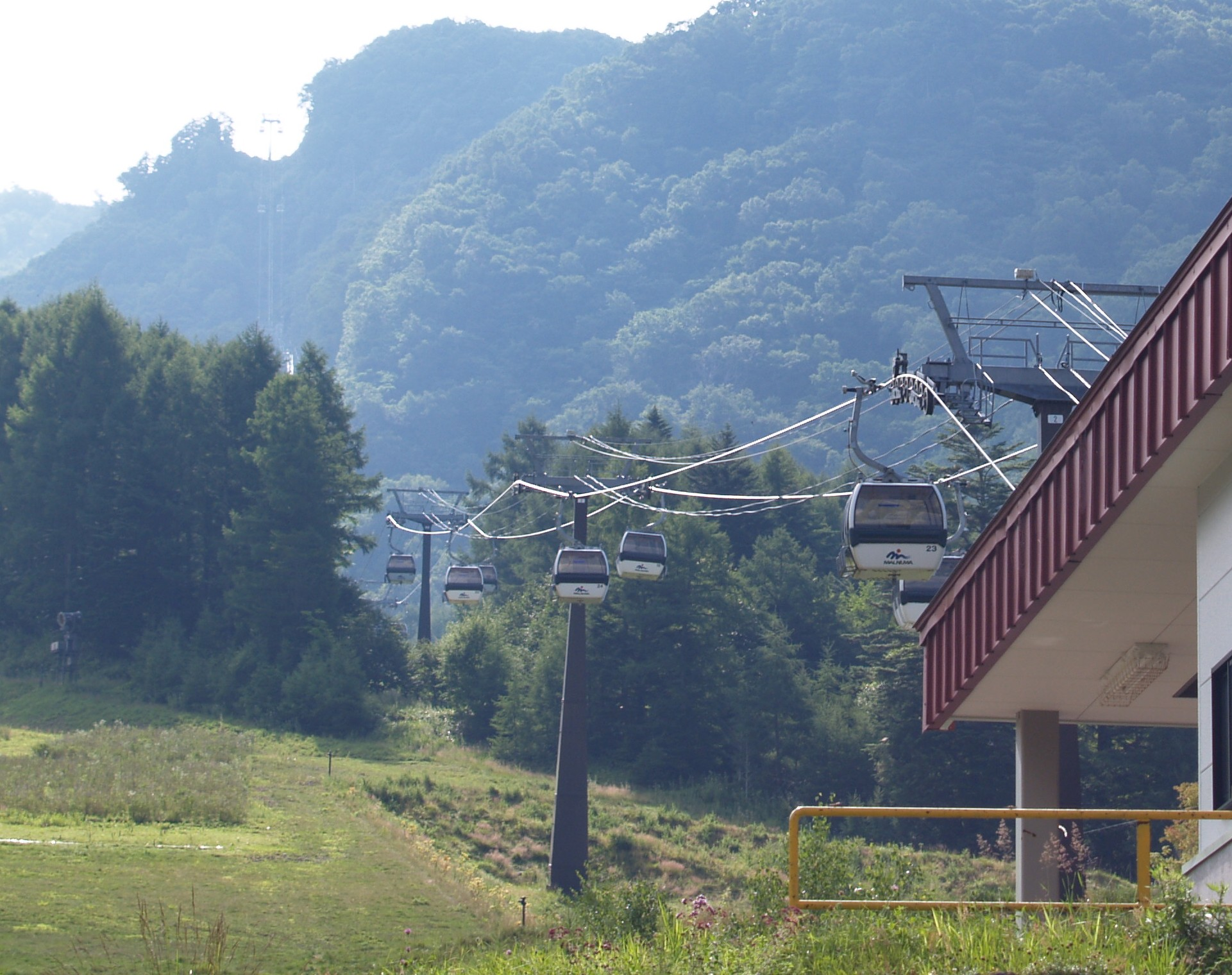
夏の日光白根山ロープウェー

日光白根山ロープウェーはグリーンシーズン営業として5月～11月にも運行しており、日光白根山などへの登山に利用できるほか、足湯、カフェ、サマーゲレンデ、サマーリュージュ、オートキャンプ場といった施設が営業している。

## アクセス
- 鉄道
  - 上越線沼田駅から関越交通バス鎌田行乗車、終点鎌田からタクシー利用
  - グリーンシーズンは、鎌田または日光湯元温泉から関越交通バスで「日光白根山ロープウェイ」下車（冬期は2016年から運休）
- 自動車
  - 関越自動車道沼田ICより国道120号約38km。2013年11月の国道120号椎坂トンネル開通により、椎坂峠を通る必要がなくなり利便性が向上している。
  - 日光宇都宮道路清滝ICより国道120号約40km（※例年12月下旬～4月中旬は冬季閉鎖）
- バス
  - 2017-2018シーズンから「かたしなスノーエクスプレス号」が運行している。

## 沿革
- 1974年（昭和49年） - 十條製紙（現・日本製紙）のグループ会社である十條興発（現・日本製紙総合開発）により、奥日光丸沼高原スキー場の名称で開業[3]。1977年（昭和52年）の時点では第1リフト（712m）、第2リフト（AB2線、603m）、第3リフト（557m）、第4リフト（649m）、Tバーリフト（349m、グリーンコース脇）があり、コースはオレンジ、イエロー、ブルー、グリーン、バイオレット、東沢（後のシルバーコース）、西沢（後のローズコース）があった。このころは12月の第1日曜日にスキー場開きを予定し、4月下旬までの営業期間を予定していた[4]。
- 1984年（昭和59年） - 1984-1985シーズンからシルバーコース、ローズコース新設[5]。
- 1985年（昭和60年） - 1985-1986シーズンからゴールドコース新設。
- 1989年（平成元年） - 1989-1990シーズンから第4（シングル）リフトを第4スーパーツインリフトに架替[注 10]。
- 1990年（平成2年） - 1990-1991シーズンより第5（シングル）リフトを第5スーパーツインリフトに架替[注 11]。
- 1995年（平成7年） - ICSを導入し、1995-1996シーズンの営業期間は11月1日から5月12日までというロングシーズンとなった[6]（それまで群馬県内で11月1日オープンを予定していたのは谷川岳天神平スキー場のみ[7]）。
- 1998年（平成10年） - 日光白根山ロープウェー、しらねリフト、おおひろリフトの設置など設備を拡張しリニューアルオープン。しらね、からくら、おおひろコースを新設。ほとんど使用されていなかったゴールドコース上部を廃止し、リフトを短縮。
- 2003年（平成15年） - 2003-2004シーズンから、昨シーズンまであったスノーボードのライセンス制が撤廃された。ただし、おおひろ、シルバー、ブルーはスキー専用コースとなっていた。
- 2015年（平成27年） - 2015-2016シーズンの営業期間は11月21日から5月8日までの予定であったが、例年にない暖冬のため、11月中は人工降雪作業が進められずオープンが遅れ、また2016年春の融雪も早かったため、12月4日から5月1日までという、丸沼高原としては短い営業期間となった。
- 2016年(平成28年) - 2016-2017シーズンから旧センターハウスと接続する形で新館が新築され、センターステーションとなった。また、それまではセンターハウス前中央駐車場のみ土休日有料であったが、同シーズンから高原の駅丸沼前駐車場と第1駐車場も同様に有料化された。しらねコースとゴールドコースを結ぶ連絡コース（ゴールドコース連絡路）がマップから消滅。
- 2017年（平成29年） - 2017-2018シーズンのオープン予定日は12月1日に設定されていたが、寒気に恵まれたため前倒しされ11月23日にバイオレットコースのみでプレオープン。これまで基本的にスキー専用だったブルーコースが、平日はスノーボード用にも開放された。昨シーズンはゲレンデマップから消えていたゴールドコース連絡路が復活した。
- 2018年（平成30年） - 2018-2019シーズンよりコース法面の一部樹木を伐採。中央リフトを降りて右側のコースにバンクコースを常設[注 12]。また「サイドカントリーサービス」として、降雪が多かった日の正午までの2時間に限り、おおひろコースを復活させるというアナウンスがあった[8][注 13]が、この年は雪に恵まれずおおひろコースが滑走可能となった日はなかった。
- 2019年（令和元年） - 2019-2020シーズンから、下部ゲレンデ（フレンドリーエリア）のリフトのみ乗車可能とする低価格な「フレンドリーパス」を発売。コバルトコース第8リフト沿いの両側にスノーパーク（ジブアイテム）設置。中央リフトを降りて右側のコースは「Frozen Wave Park Marunuma」となった。パンフレットおよびゲレンデマップから、第8リフト下レストランラフォーレ・第4スーパーツインリフト（ブルーコース）脇チケット売り場の記載が消えた。オープンは11月23日を予定していたが、気温が十分に下がらなかったため、12月5日にずれこんだ。クローズは5月6日を予定していたが、新型コロナウイルス感染症対策のため前倒しされ、4月19日をもってクローズした[注 14]。
- 2020年（令和2年） - 2020-2021シーズンは11月28日オープンを予定していたが、積雪量が足りず延期となり12月4日にオープンした。YouTubeにおいて、スキー場内のライブカメラの配信を開始。
- 2021年（令和3年） - 2021-2022シーズンからブルーコースが全日スノーボード滑走可となり、全コースにおいてスノーボードでの滑走が解禁された。